# 博雷島 (北尤伊斯特島)

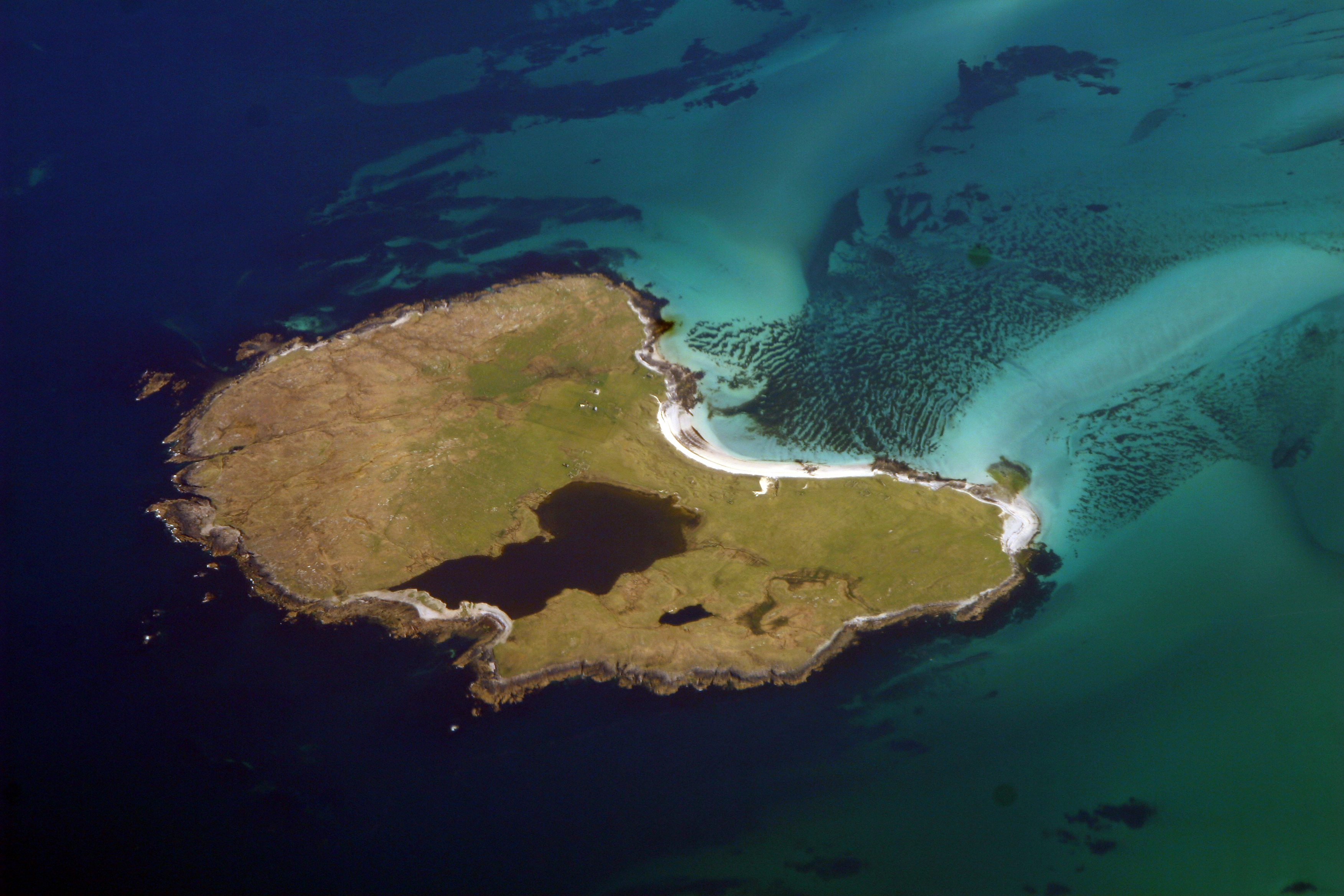

博雷島是蘇格蘭的島嶼，位於北尤伊斯特島以北2公里的赫布里底海，屬於外赫布里底群島的一部分，面積2平方公里，最高點海拔高度56米。

## 外部連結
- Boreray website （页面存档备份，存于）

57°42′46″N 7°17′0″W / 57.71278°N 7.28333°W